# Бронзовка чёрная
Бронзовка чёрная (Protaetia morio) — жук из семейства пластинчатоусых (Scarabaeidae).

## Описание

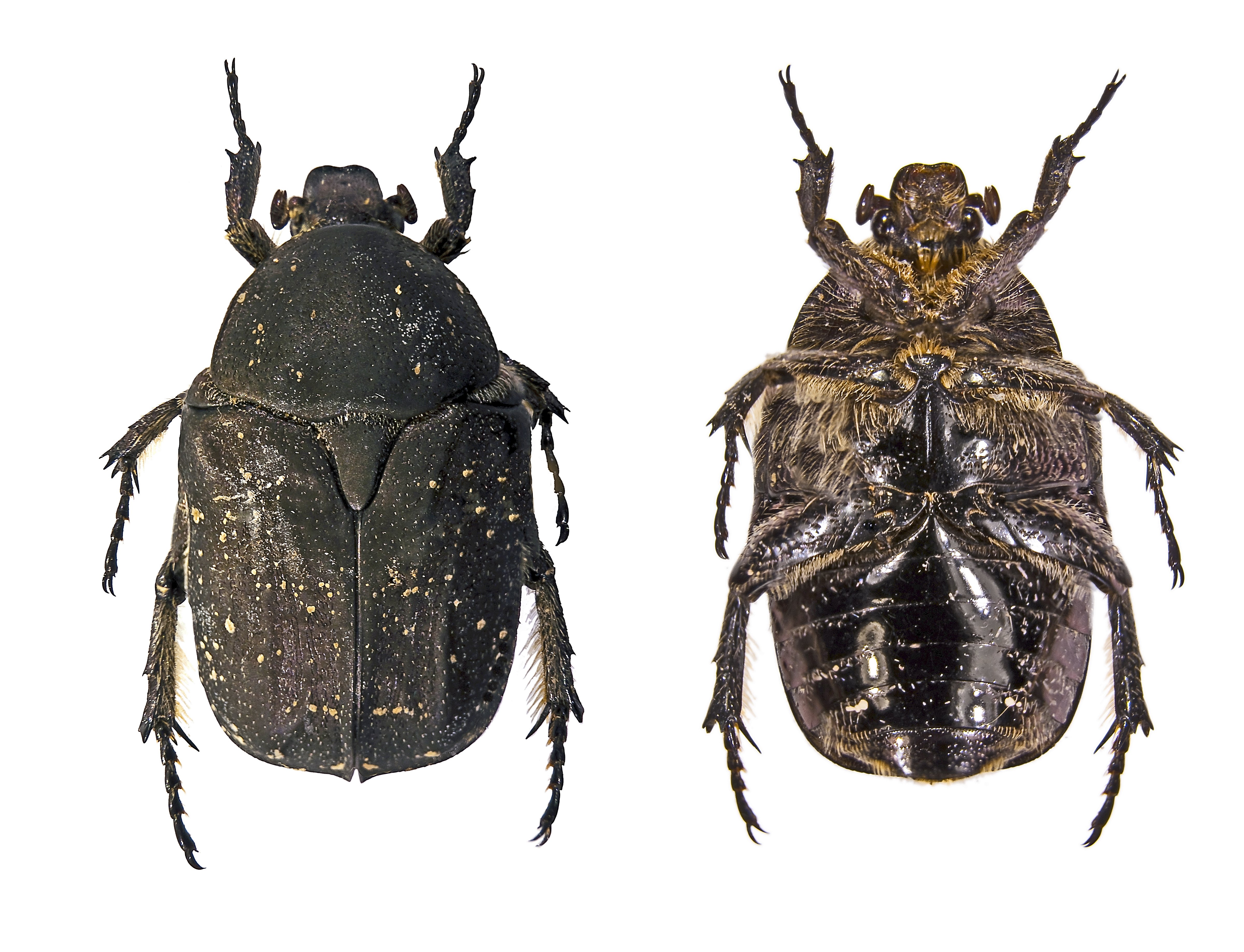

Длина тела 8—14 мм. Окраска чёрная, верхняя сторона тела матовая, низ тела и ноги блестящие. Надкрылья в мелких белых пятышках или без них. Тело широкое, суженное кзади. Щиток гладкий. Надкрылья широкие, суженные кзади. Околощитковое пространство, шовный промежуток, плечевые и предвершинные бугры гладкие, покрыты редкими мелкими точками, остальная поверхность тела в густых крупных дуговидных точках. Пигидий практически плоский, с небольшим вдавлением с каждой стороны у середины бокового края. Он покрыт мелкими, очень густыми переплетающимися морщинками. Грудь покрыта густыми дуговидными морщинками и редкими рыжими волосками. Передний отросток среднегруди широкий, поперечный, слабо выступает вперед за средние тазики, с закругленными передним и боковыми краями, сильно сужен у своего основания, покрыт редкими мелкими точками.

## Ареал
Вид очень широко распространен в Средиземноморье: Испании, южной Франции (до Эльзаса), Корсике, Сардинии, Италии, южной Австрии (южном Тироле), южной Венгрии.

## Биология
Жуки встречаются с первой половины апреля до конца октября.